# Pakicetidae
De Pakicetidae zijn een familie van uitgestorven walvissen. Ze behoren tot de onderorde van de Archaeoceti en ze leefden tijdens het Vroeg- tot Midden-Eoceen. Men vermoedt dat ze hun leven gedeeltelijk in het water doorbrachten omdat men hun fossielen gevonden heeft in de buurt van water, vergelijkbaar met de levenswijze van een amfibie
Ze leefden in een dorre omgeving met tijdelijke waterlopen en weinig stroomgebieden.

## Beschrijving
Dehm & Oettingen-Spielberg beschreven de eerste pakicetide Ichthyolestes in 1958, maar in die tijd erkenden ze het niet als een walvisachtige en identificeerden ze het in plaats daarvan als een visetende mesonychide. Robert West was de eerste die pakicetiden in 1980 als walvisachtigen identificeerde en na de ontdekking van een hersenpan beschreven Phillip Gingerich en Donald Russell in 1981 het geslacht Pakicetus. Op 26 oktober 2016 werd in een publicatie het standpunt weergegeven dat het ontstaan van cetaceeën in het Paleogeen het beste bewijs is voor de micro-evolutie die resulteerde in het fenotype van de Pakicetidae. Gedurende de volgende twee decennia resulteerde meer onderzoek in aanvullend pakicetide schedelmateriaal en tegen 2001 was er postcraniaal materiaal voor de familie beschreven. Hoewel alle delen van pakicetide postcrania bekend zijn, is er nog geen compleet skelet van een enkel individu gevonden. Een goudmijn voor pakicetiden is de H-GSP-vindplaats Locality 62 in de Kala Chitta heuvels waar fossielen van alle drie de geslachten zijn gevonden. Deze vindplaats ligt echter zo bezaaid met botten dat het onmogelijk is om botten van een enkel individu te identificeren en pakicetide skeletten zijn dan ook samengesteld uit botten van verschillende individuen.
Pakicetiden zijn gevonden in of bij rivierafzettingen in het noorden van Pakistan en het noordwesten van India, een gebied dat waarschijnlijk droog was met slechts tijdelijke stromen op het moment dat deze dieren daar leefden. Er zijn geen pakicetiden gevonden in mariene afzettingen en het waren blijkbaar terrestrische of zoetwaterdieren. Hun lange ledematen en kleine handen en voeten geven ook aan dat het slechte zwemmers waren. Hun botten zijn zwaar en compact en werden waarschijnlijk gebruikt als ballast; ze geven duidelijk aan dat pakicetiden geen snelle lopers waren, ondanks hun verder cursoriale morfologie. Waarschijnlijk leefden pakicetiden in of nabij zoetwatermassa's en bestond hun voeding uit zowel landdieren als waterorganismen. Tijdens het Eoceen was Pakistan een kustgebied van de Euraziatische landmassa en daarom een ideale habitat voor de evolutie en diversificatie van de pakicetiden.

## Gehoor
De oren van pakicetiden hadden een externe auditieve meatus en gehoorbeentjes (dat wil zeggen incus, malleus, tympanische ring, enzovoort) die vergelijkbaar zijn met die van levende landzoogdieren en gebruikten hoogstwaarschijnlijk een normaal gehoor van landzoogdieren in de lucht. Bij de pakicetide onderkaak is het mandibulaire foramen klein en vergelijkbaar in grootte met die van de huidige landzoogdieren en het akoestische mandibulaire vetkussen, kenmerkend voor latere walvissen, was duidelijk niet aanwezig. De laterale wand van de onderkaak is ook relatief dik bij pakicetiden, wat de transmissie van geluid door de kaak verder verhindert. De tympanische bulla bij pakicetiden is vergelijkbaar met die van alle walvisachtigen, met een relatief dunne laterale wand en een verdikt mediaal deel dat bekend staat als het involucrum. In tegenstelling tot latere walvisachtigen maakt het tympanische bot echter contact met het periotische bot dat stevig aan de schedel vastzit, waardoor er geen ruimte is voor het isoleren van luchtsinusholten, waardoor richtinghoren in water effectief wordt belemmerd. Pakicetiden maakten waarschijnlijk gebruik van beengeleiding om te horen in water.

## Voortbeweging
In 2001 concludeerden Thiwissen et al. dat pakicetiden terrestrische zoogdieren waren, niet amfibischer dan een tapir. Volgens hen is geen van de aquatische aanpassingen die gevonden zijn bij de oudste obligaat aquatische walvisachtigen, de basilosauriërs en de dorudontiërs, aanwezig bij de pakicetiden. De halswervels van pakicetiden zijn langer dan bij walvissen uit het Laat-Eoceen, de borstwervels zijn vanaf de nek naar achteren toe groter en de lenden- en staartwervels zijn langer dan bij moderne walvisachtigen (maar nog steeds korter dan bij sommige uitgestorven walvisachtigen met golvende wervels). Beweging in de wervelkolom van pakicetiden werd verder beperkt door de draaibare zygapophyses (uitsteeksels tussen de wervels) zoals bij lopers met een stijve rug zoals mesonychiden. De sacrale wervels zijn vergroeid en de sacro-iliacale gewrichten zijn aanwezig zoals bij landzoogdieren en amfibische walvisachtigen.
Bovendien hebben de schouderbladen van pakicetiden volgens Thewissen et al. grote supraspineuze fossae met kleine acromionen, in tegenstelling tot andere walvisachtigen. De deltopectorale kammen zijn afwezig in de lange en slanke opperarmbeenderen zoals bij cursoriale dieren, maar in tegenstelling tot andere walvisachtigen uit het Eoceen. De ellebogen van de pakicetiden zijn stijve scharniergewrichten zoals bij lopende zoogdieren en de onderarmen zijn niet afgeplat zoals bij echte aquatische walvisachtigen. In het bekken van de pakicetiden zijn de innominaten groot en de zitbeenderen langer dan de darmbeenderen. De scheenbeenderen van de pakicetiden zijn lang met een korte kam van het scheenbeen. De kenmerken van de achterpoten doen meer denken aan rennende en springende dieren dan aan zwemmende dieren.
Gingerich 2003 was het hier niet mee eens en kreeg steun van Madar 2007: de postcraniale morfologie en microstructurele kenmerken suggereren dat pakicetiden waren aangepast aan een aquatische levensstijl die waden op de bodem, peddelen en golvend zwemmen omvatte, maar waarschijnlijk geen aanhoudend rennen. Isotopisch bewijs duidt erop dat pakicetiden een aanzienlijk deel van hun leven in zoet water doorbrachten en waarschijnlijk zoetwaterprooien aten.

## Geslachten
- Ichthyolestes
- Nalacetus
- Pakicetus